# 제16회 골든 글로브상
제16회 골든 글로브상은 1958년 상영된 영화 중 가장 뛰어난 영화를 수상하기 위해 1959년 3월에 열린 시상식이다. 미국,엠버서더 호텔/코코넛 그로브에서 개최되었다.

## 수상 및 후보

### 세실 B. 데밀 상
- 모리스 슈발리에 수상

### 작품상-드라마
- 흑과 백 - 스탠리 크레이머 수상
- 뜨거운 양철 지붕 위의 고양이 - 리처드 브룩스
- 홈 비포 다크 - 머빈 르로이
- 나는 살고 싶다 - 로버트 와이즈
- 세퍼레이트 테이블 - 델버트 맨

### 여우주연상-드라마
- 나는 살고 싶다 - 수잔 헤이워드 수상
- 홈 비포 다크 - 진 시몬스
- 여섯번째 행복의 여관 - 잉그리드 버그만
- 세퍼레이트 테이블 - 데보라 카
- 섬 컴 러닝 - 셜리 맥클레인

### 남우주연상-드라마
- 세퍼레이트 테이블 - 데이빗 니븐 수상
- 흑과 백 - 토니 커티스
- 흑과 백 - 시드니 포이티어
- 여섯번째 행복의 여관 - 로버트 도나트
- 노인과 바다 - 스펜서 트레이시

### 작품상-뮤지컬코미디
- 지지 - 빈센트 미넬리 수상
- 앤티 맘 - Morton DaCosta 수상

### 여우주연상-뮤지컬코미디
- 앤티 맘 - 로사린드 러셀 수상
- 지지 - 레슬리 카론
- 인디스크릿 - 잉그리드 버그만
- 남태평양 - 밋지 게이너
- 터널 오브 러브 - 도리스 데이

### 남우주연상-뮤지컬코미디
- 미 앤 더 콜로넬 - 대니 케이 수상
- 지지 - 모리스 슈발리에
- 지지 - 루이 주르당
- 인디스크릿 - 캐리 그랜트
- 선생님의 애완 동물 - 클락 게이블

### 여우조연상
- 지지 - 헤르미온느 진골드 수상
- 앤티 맘 - 페기 카스
- 흑과 백 - 카라 윌리엄스
- 론리하트 - Vincent J. Donehue
- 세퍼레이트 테이블 - 웬디 힐러

### 남우조연상
- 빅 컨츄리 - 벌 아이비스 수상
- 홈 비포 다크 - 에프렘 짐발리스트 주니어
- 하우스보트 - 해리 가르디노
- 프라우드 레벨 - 데이비드 래드
- 선생님의 애완 동물 - 긱 영

### 외국어 영화상
- 걸 앤 더 리버 - Francois Villiers 수상
- 걸 로즈마리 - Rolf Thiele 수상
- 이어 롱 로드 - 쥬세페 드 산티스 수상

### 감독상
- 지지 - 빈센트 미넬리 수상
- 뜨거운 양철 지붕 위의 고양이 - 리처드 브룩스
- 흑과 백 - 스탠리 크레이머
- 나는 살고 싶다 - 로버트 와이즈
- 세퍼레이트 테이블 - 델버트 맨